# Anisodes posticampla
Anisodes posticampla là một loài bướm đêm trong họ Geometridae.